# علاج النظم بين الشخصي والاجتماعي
يعد علاج النظْم بين الشخصي والاجتماعي (آي بّي إس آر تي) تدخل للأشخاص المصابين بالاضطراب ثنائي القطب (بي دي). يركز أساسًا على تثبيت اضطرابات النظْم اليوماوي الشائعة بين الأشخاص المصابين بالاضطراب ثنائي القطب. يعتمد علاج النظم بين الشخصي والاجتماعي على مبادئ من العلاج النفسي بين الشخصي، وهو علاج قائم على الأدلة للاكتئاب ويؤكد على أهمية الروتين اليومي (النظْم).
طورت إلين فرانك، الحاصلة على درجة الدكتوراه في جامعة بيتسبرغ، علاج النظم بين الشخصي والاجتماعي، والتي نشرت كتابًا عن نظرياتها: علاج الاضطراب ثنائي القطب: دليل الطبيب السريري لعلاج النظْم بين الشخصي والاجتماعي. أظهرت أبحاثها حول علاج النظم بين الشخصي والاجتماعي أن حل المشكلات الشخصية والحفاظ على نظْم النوم، والاستيقاظ، وتناول الطعام، وممارسة رياضة يومية منتظمة، بالإضافة إلى الأدوية، يمكن أن يزيد من نوعية الحياة، ويقلل من أعراض اضطراب المزاج، ويساعد على منع الانتكاس لدى الأشخاص المصابين بالاضطراب ثنائي القطب.

## فرضية المزامن الاجتماعي
تعد المزامنات (بالألمانية: Zeitgebers) إشارات بيئية تزامن النظم البيولوجية مع دورة الضوء/الظلام على مدار 24 ساعة. ومثلما تعتبر الشمس مزامنًا فيزيائيًا، تعتبر العوامل الاجتماعية مزامنًا اجتماعية. وتشمل العلاقات الشخصية أو المتطلبات الاجتماعية أو مهام الحياة التي تؤثر على النظْم اليوماوي. يمكن أن تؤدي الاختلالات في النظْم اليوماوي إلى أعراض جسدية وإدراكية، كما يظهر في اضطراب الرحلات الجوية الطويلة أو في أثناء التوقيت الصيفي. قد يكون الأفراد المصابون بالاضطرابات المزاجية، أو المعرضون لخطر الإصابة بها، حساسين بشكل خاص لهذه الاختلالات، وبالتالي يكونون عرضةً لنوبات الاكتئاب أو الهوس عند حدوث اضطرابات النظْم اليوماوي.
تؤدي التغييرات في الروتين اليومي إلى الضغط على حفاظ الجسم على دورات النوم والاستيقاظ، والشهية، والطاقة واليقظة التي تتأثر جميعها في أثناء النوبات المزاجية. تشمل أعراض الاكتئاب مثلًا أنماط النوم المضطربة (النوم لفترات طويلة أو صعوبة النوم)، والتغيرات في الشهية، والتعب، وبطء الحركة أو الانفعالات. وتشمل أعراض الهوس قلة الحاجة إلى النوم وزيادة الطاقة وزيادة النشاط الموجه الهدف. عندما تصبح نظم الجسم غير متزامنة، يمكن أن تؤدي إلى نوبات من الاكتئاب والهوس.

## مراحل العلاج
ينجز عادةً علاج النظم بين الشخصي في أربع مراحل:
1. تتضمن المرحلة الأولية مراجعة تاريخ الصحة العقلية للمريض لتوضيح أنماط الارتباطات بين الاضطرابات الاجتماعية الروتينية، والمشاكل الشخصية والنوبات الانفعالية. يوفَر تثقيف نفسي حول الاضطراب ثنائي القطب وأهمية الروتين المستقر للحفاظ على الحالة المزاجية. بالإضافة إلى ذلك، يستخدم البيان الشخصي لتقييم جودة العلاقات الشخصية للمريض. يُختار واحد من أربعة مجالات للمشاكل الشخصية للتركيز عليه:
1. الحزن (فقدان أحد أفراد أسرته وفقدان الذات السليمة مثلًا)
2. تحولات الأدوار (متزوج إلى مطلق والأبوة مثلًا)
3. خلافات الدور (الخلاف مع الزوج أو الوالدين مثلًا)
4. يستخدم العجز الشخصي (العزلة الاجتماعية المستمرة مثلًا) مقياس النظم الاجتماعي (إس آر إم) لتقييم انتظام الروتين الاجتماعي. يجرى تتبع الوقت المستهدف والفعلي للأنشطة التالية على أساس يومي: النهوض من السرير؛ أول اتصال مع شخص آخر؛ بدء العمل أو المدرسة أو الأعمال المنزلية؛ تناول العشاء؛ الذهاب للنوم. وصنفت قوة المشاركة مع أشخاص آخرين أيضًا: الانفراد = 0، حاضرون آخرون = 1، مشاركون آخرون بنشاط = 2، آخرون محفزون جدًا = 3. أخيرًا، صنفت الحالة المزاجية على مقياس من -5 حتى +5 في نهاية كل يوم.

2. تركز المرحلة المتوسطة على تحقيق الانتظام في النظم الاجتماعي والتدخل في مجال الاهتمام بمشكلة العلاقات الشخصية.
1. يُستخدم مقياس النظم الاجتماعي بكثافة لتقييم مقدار النشاط الممارس وتأثير النشاط على الحالة المزاجية. يفحص انتظام (أو عدم انتظام) الأنشطة، ويخطط المريض والمعالج بشكل تعاوني لكيفية تثبيت الروتين اليومي عن طريق إجراء تعديلات سلوكية إضافية حتى يحقق وقت مستهدف منتظم تنفذ فيه هذه الأنشطة.
2. تستكشف مصادر الضيق الشخصي، ويحدد الأفراد الذين يزعزعون الروتين في حياة المريض، بالإضافة إلى الداعمين. يناقش تواتر وشدة التفاعلات الاجتماعية، بالإضافة إلى نظم اجتماعية أخرى (الوقت الذي يعود فيه إلى المنزل من المدرسة/العمل ثم التفاعل مع الأسرة).

3. تهدف مرحلة الحفظ إلى تعزيز التقنيات المتعملة سابقًا في العلاج للحفاظ على النظم الاجتماعية والعلاقات الشخصية الإيجابية.
1. تراجع مناقشة علامات الإنذار المبكر للنوبات.
2. تراقب التغيرات العرضية والوظيفية في كل جلسة عن طريق مطالبة المريض بتقييم مزاجه وملاحظة أي تحولات في الروتين باستخدام مقياس النظم الاجتماعي

4. تتضمن المرحلة النهائية الإنهاء التي تقلل فيها تكرار الجلسات تدريجيًا.